# Burcht Boetzelaer
Burcht Boetzelaer (Duits:Burg Boetzelaer) is een voormalige waterburcht in Appeldorn, een Ortsteil van de Duitse gemeente Kalkar. Het kasteeltje ligt ten zuiden van het Boetzelaerer Meer, een oude Rijnarm. De burcht werd in de 13/14e eeuw gebouwd door het adellijk geslacht van Boetzelaer.
Na beschadigingen en plunderingen tijdens de Tweede Wereldoorlog verviel de burcht in de loop der tijd tot een ruïne.
In 2003 werd echter een grote restauratie afgerond waardoor het huis sindsdien gebruikt kan worden als hotel en accommodatie voor culturele evenementen. In de tuin groeit een mammoetboom (natuurmonument van Kalkar ND 06).

## Afbeeldingen

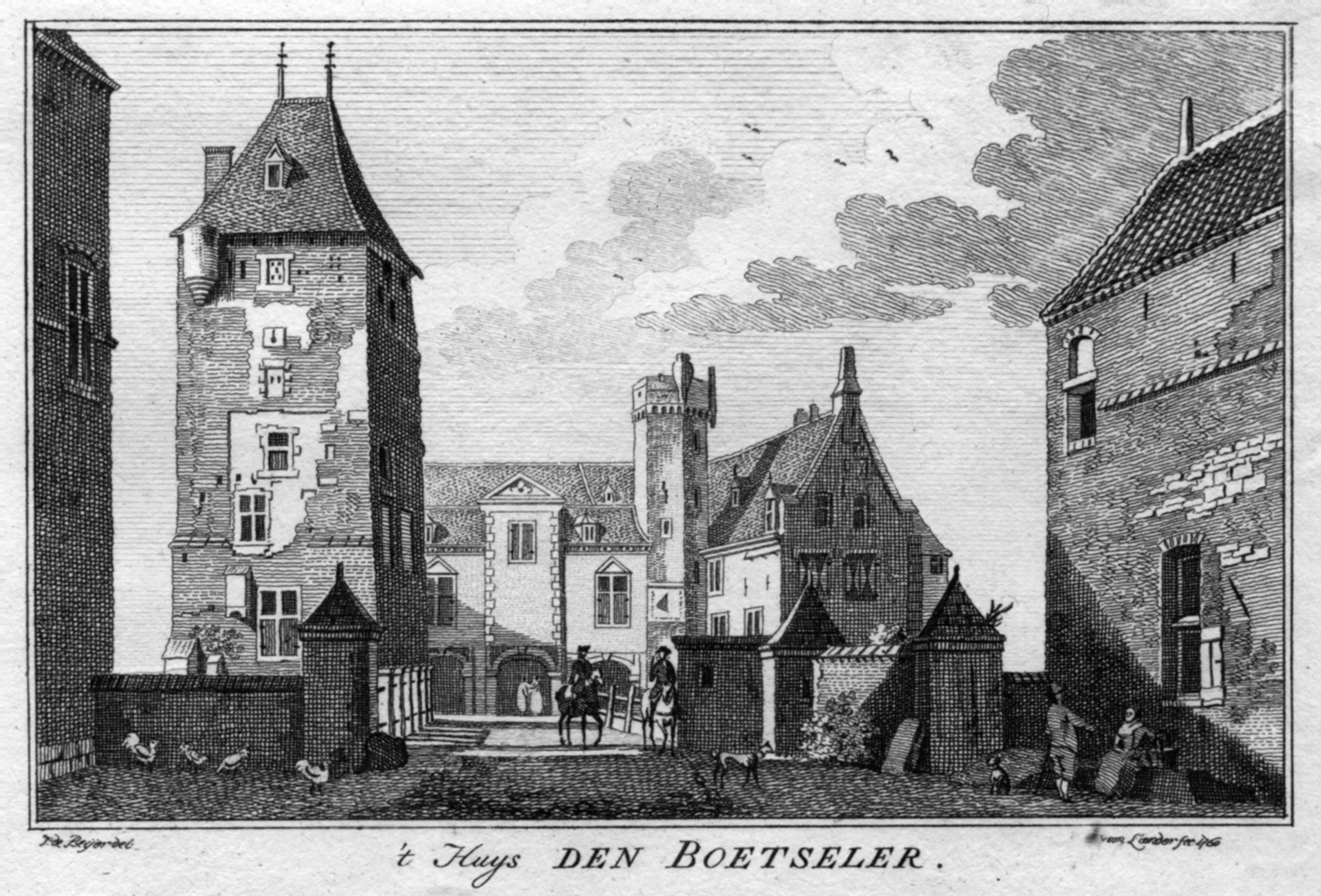
De Beijer, zicht uit het zuiden in 1746
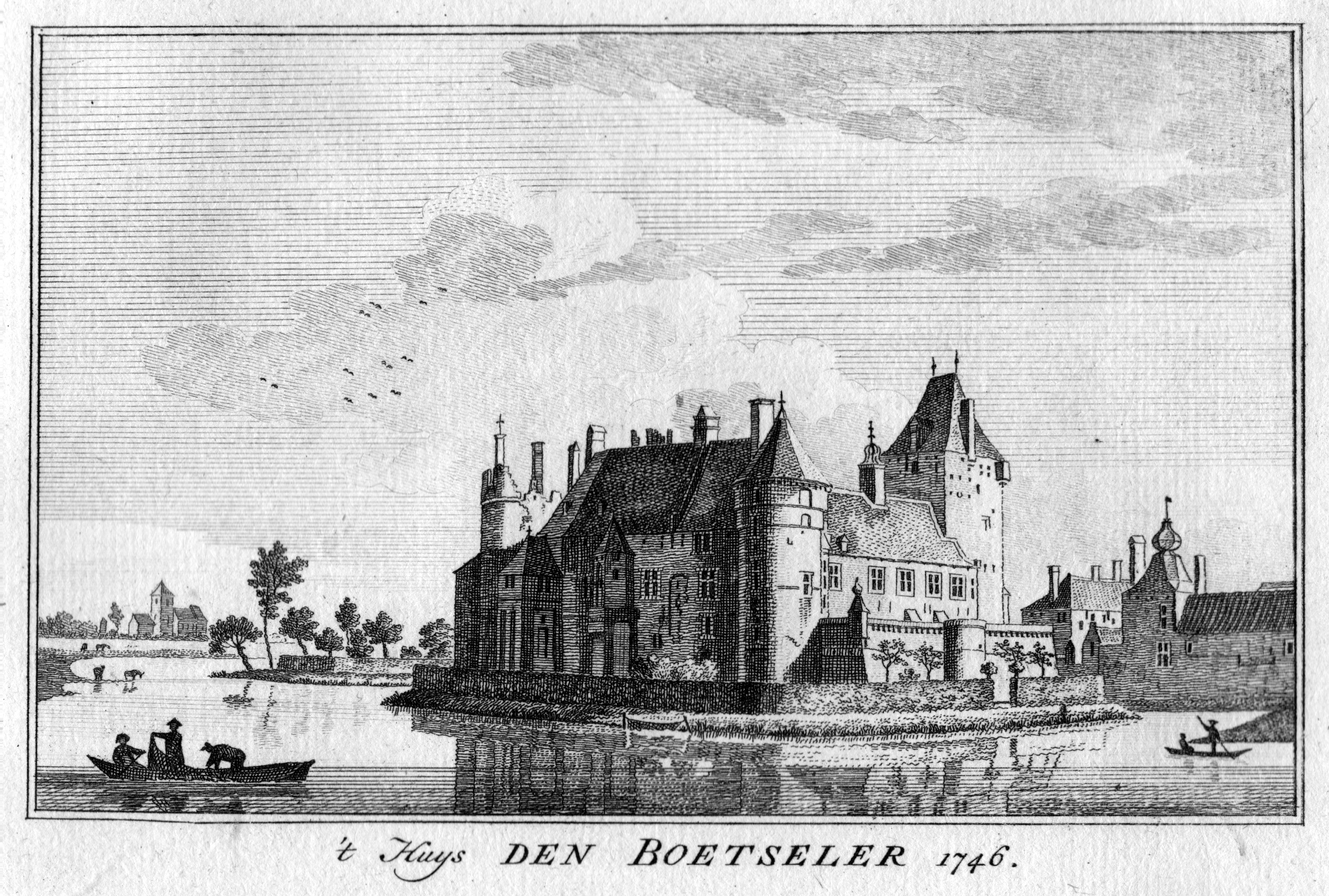
De Beijer, zicht uit het noordwesten in 1746
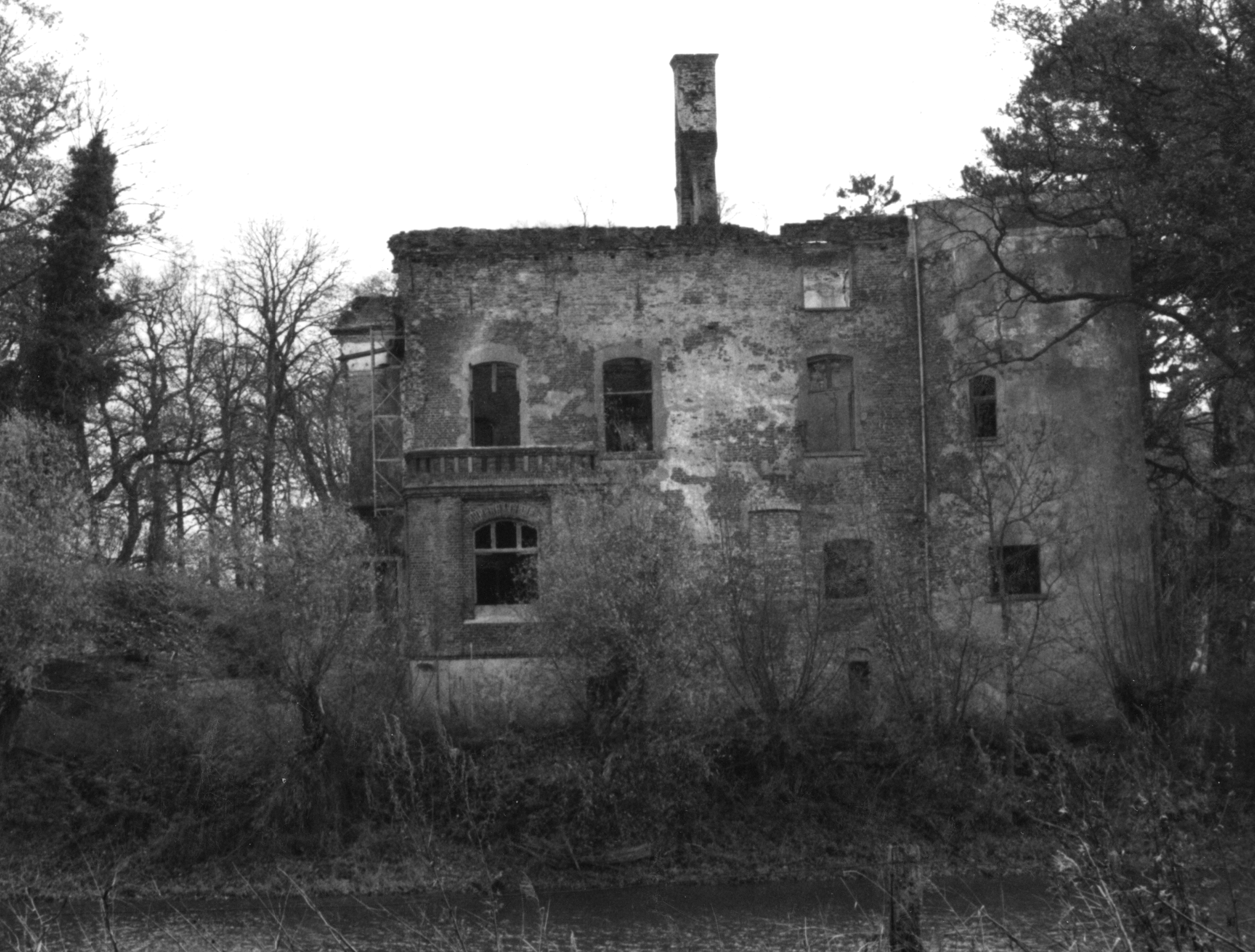
De ruïne uit het noorden in 1997
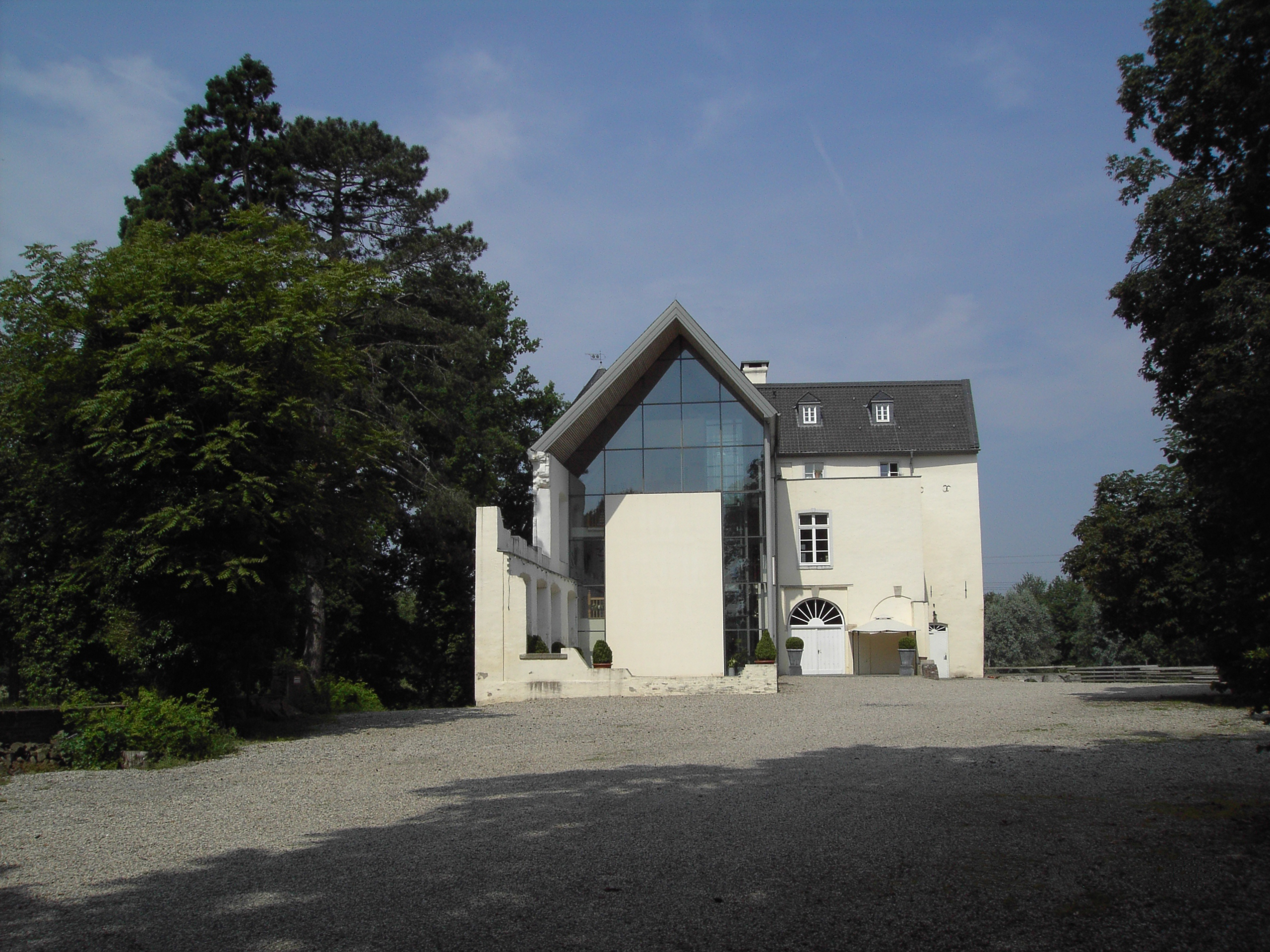
Zicht uit zuiden na renovatie
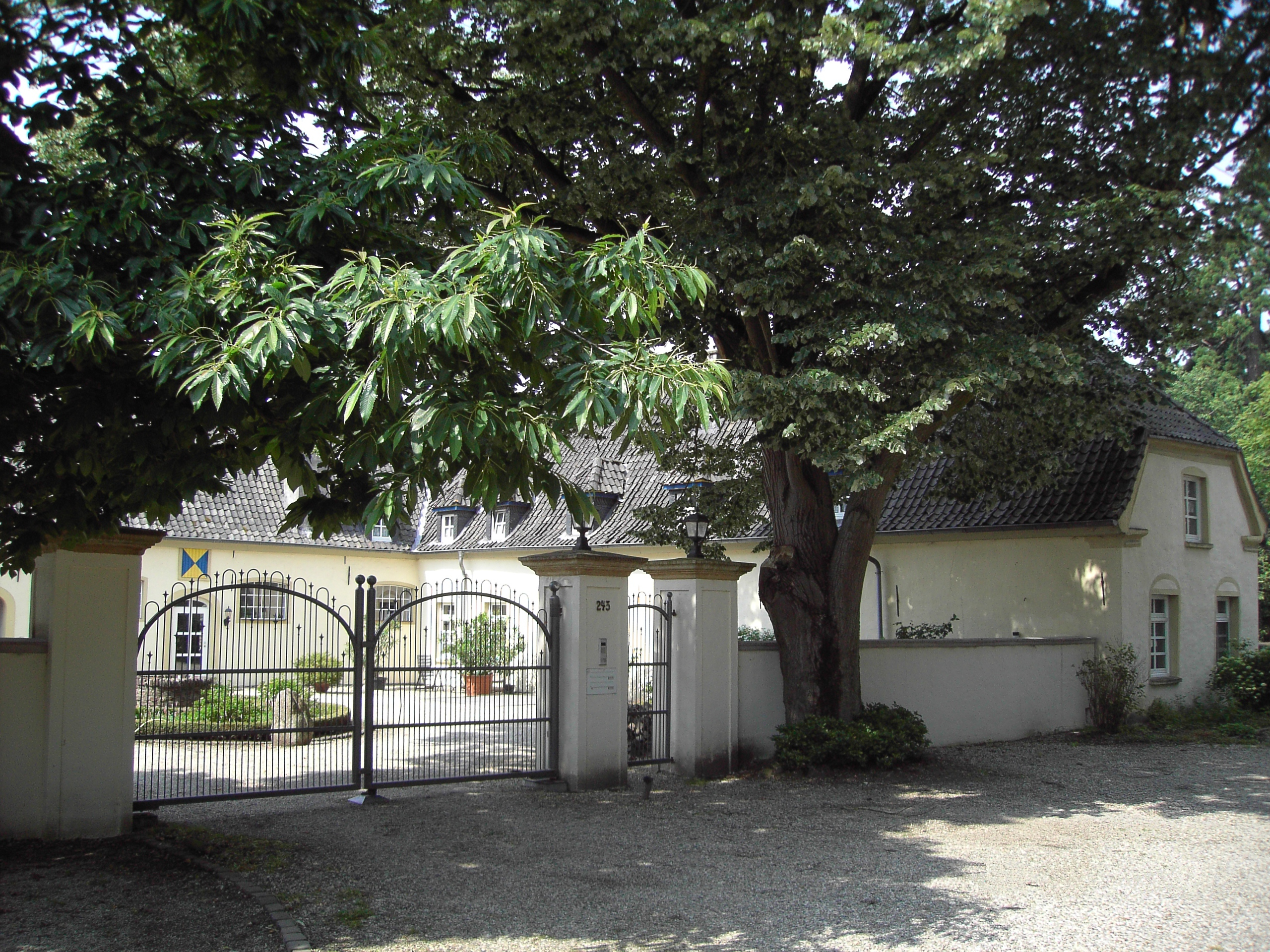
Koetsierswoning, vanuit het zuidoosten
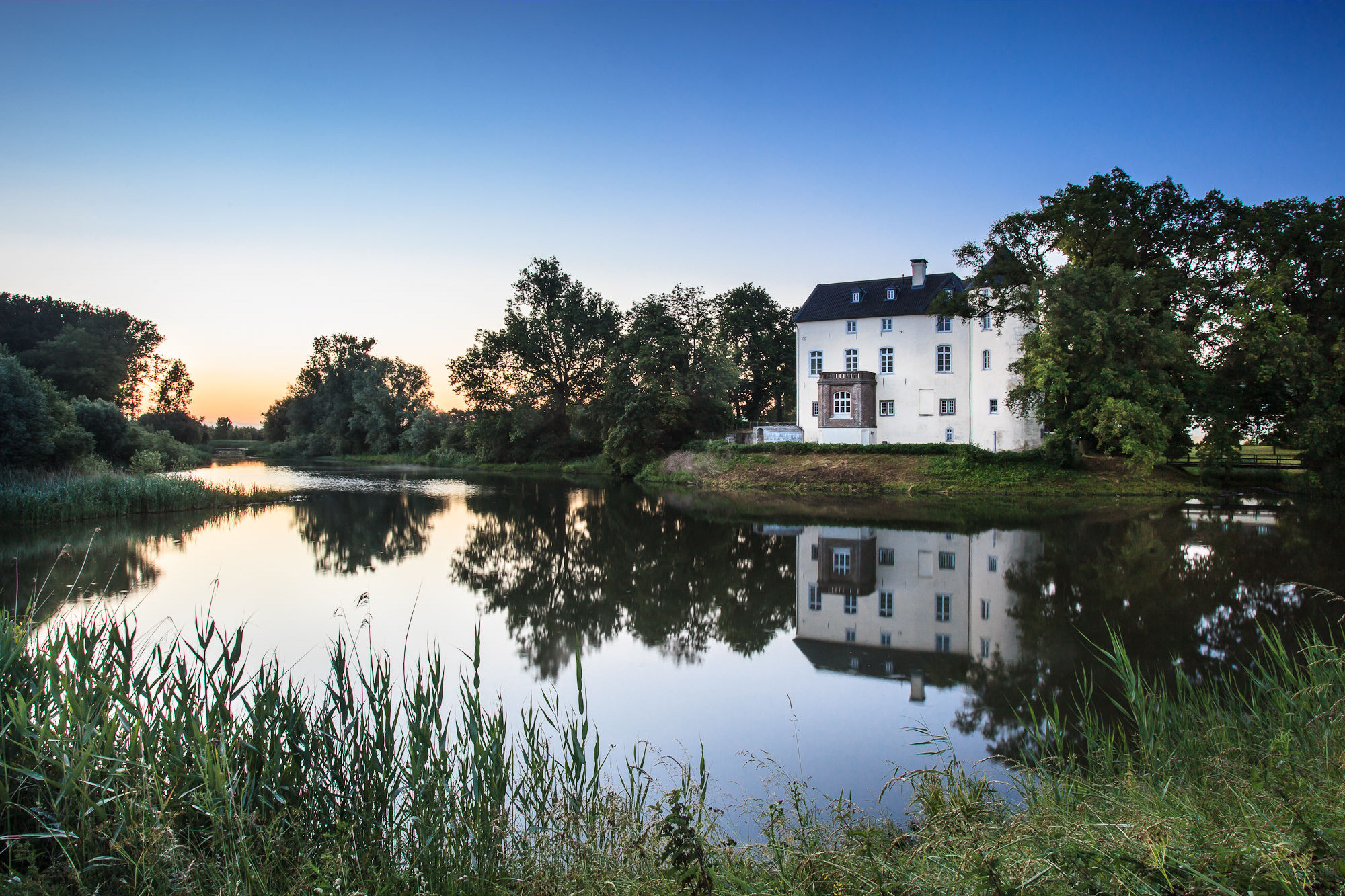
Boetzelaerer Meer